# Parectatosia borneensis
Parectatosia borneensis là một loài bọ cánh cứng trong họ Cerambycidae.